# Åker, Nässjö kommun
Åker är en stadsdel i Nässjö som är avgränsad av järnvägen och sjöarna. Från början ingick fabrikssamhället Åker inte i Nässjö municipalsamhälle, men slogs samman med Nässjö då Nässjö 1914 fick stadsrättigheter. 

## Näringsliv
I Åker fanns tidigt ett utvecklat näringsliv bland annat genom Pinnstolsfabriken som till och med producerade egen elkraft genom sin ångpanna flera år innan Nässjö blev elektrifierat. Efterhand växte det upp flera fabriker i stadsdelen genom tobaksmonopolet och HSB:s köksfabrik. Varken Pinnstolsfabriken, tobaksmonopolet eller HSB:s köksfabrik har någon produktion i Åker längre men deras lokaler används flitigt av både organisationer och andra företag.